# Rhopias gularis
Rhopias gularis е вид птица от семейство Thamnophilidae, единствен представител на род Rhopias.

## Разпространение
Видът е разпространен в Бразилия.